# Rabarbar dłoniasty
Rabarbar dłoniasty, rzewień chiński, rzewień palczasty (Rheum palmatum L.) – gatunek rośliny z rodziny rdestowatych (Polygonaceae Juss.). Występuje naturalnie w Chinach – w prowincjach Gansu, Hubei, Qinghai, Shaanxi, Syczuan i Junnan, a także w regionach autonomicznych Mongolii Wewnętrznej oraz Tybecie. Ponadto został naturalizowany we Włoszech, a także jest uprawiany w europejskiej części Rosji. 

## Morfologia

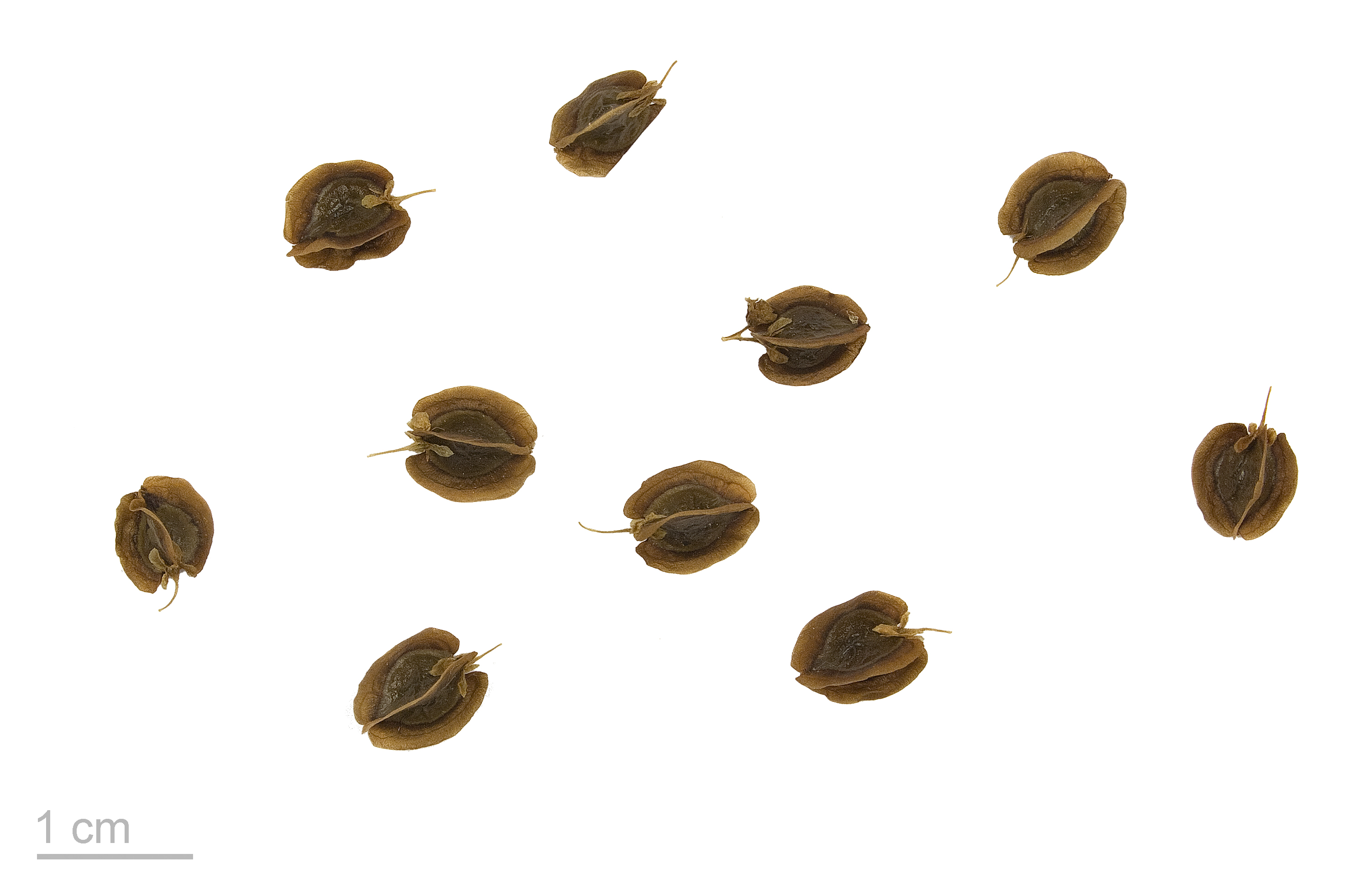
Owoce

PokrójBylina dorastająca do 15–200 cm wysokości.
LiścieIch blaszka liściowa ma okrągły kształt. Mierzy 40–60 cm długości, jest pierzasto-sieczna na brzegu, o niemal sercowatej nasadzie i ostrym lub spiczastym wierzchołku. Ogonek liściowy jest owłosiony i osiąga 2,5–8 cm długości. Gatka jest błoniasta.
KwiatyZebrane w wiechy, rozwijają się na szczytach pędów. Listki okwiatu mają eliptyczny kształt i czerwonopurpurową barwę, mierzą 2 mm długości.
OwoceMają kształt od podłużnego do podłużnie eliptycznego, osiągają 8–9 mm długości.

## Biologia i ekologia
Rośnie w lasach oraz na łąkach. Występuje na wysokości od 1500 do 4400 m n.p.m. Kwitnie w czerwcu, a według innych źródeł także w maju. 

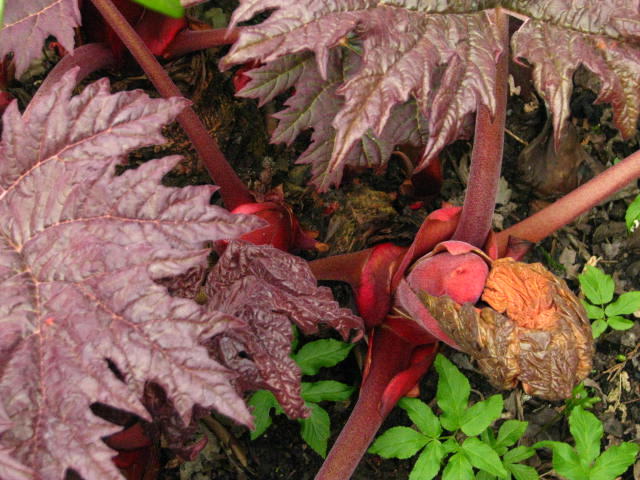
R. palmatum 'Atrosanguineum'

## Zastosowanie
Roślina leczniczaSurowcem zielarskim jest korzeń (Radix Rhei) z dwu- lub trzyletnich roślin. Zawiera garbniki, wolne i związane antrachinony (ok. 10%). Przy stosowaniu małych dawek (do 0,6 g) działają ściągająco zawarte w korzeniu garbniki, natomiast przy dużych dawkach (1 do 3 g) działają czyszcząco antrachinony. Rzewień stosuje się przy chronicznej obstrukcji, nieżytach żołądka i jelit oraz braku apetytu. Jeden ze składników proszku troistego. Nie wolno go używać przy kamicy nerkowej i piasku w moczu. Korzenie po wymyciu i okorowaniu tnie się na mniejsze kawałki, które nawleka się na sznury i suszy w temperaturze otoczenia lub w suszarni w temperaturze najwyżej 40 °C.
Sztuka kulinarnaJako dodatek do żywności, w celu aromatyzowania potraw.
Roślina ozdobnaW celach ozdobnych uprawia się głównie odmianę tangutską (var. tanguticum Maxim.). Kultywar 'Atrosanguineum' ma ciemnoróżowe kwiaty i purpurowe liście, które z czasem przebarwiają się na ciemnozielono. Zwykle uprawia się pojedyncze okazy, ładnie prezentujące się na tle innych, niższych roślin w ogrodach naturalnych, lub w strzyżonym trawniku. Wymaga głębokiej gleby, najlepiej piaszczysto-gliniastej, stanowiska słonecznego lub półcienistego.